# ある少女にまつわる殺人の告白
『ある少女にまつわる殺人の告白』（あるしょうじょにまつわるさつじんのこくはく）は、佐藤青南による日本のミステリー小説。ある少女をめぐる痛ましい事件の概要をインタビュー形式で綴ったミステリーである。
第9回『このミステリーがすごい!』大賞の優秀賞受賞作。喜多喜久の『ラブ・ケミストリー』とのダブル優秀賞受賞となった。

## ストーリー
10年前に長崎で起きた、少女をめぐる忌まわしい事件。その事件についてとある人物は、過去に彼女に関わった人物達に話を聞いてまわる。